# ケプラー37
ケプラー37（英語：Kepler-37）とは地球からこと座の方向に215光年離れた、太陽より少し小ぶりなG型主系列星である。2015年1月の地点で4つの太陽系外惑星が発見されている。そのうちひとつは地球の3割の大きさしかない。これは今、発見されている太陽系外惑星の中では最小である。

## 恒星
| 太陽 | ケプラー37 |
| ---- | ---------- |
| 太陽 | Exoplanet  |

ケプラー37は質量が太陽の0.8倍、半径が0.77倍と太陽より小ぶりで、表面温度は5417K（5144℃）と太陽より650℃ほど冷たい。しかし、スペクトル型は太陽と同じG型である。誕生から60億年が経過しているとされている。別名としてKOI-245、KIC-8478994などとも言われる。

## 惑星系
2015年1月の時点で、ケプラー37には4つの太陽系外惑星が発見されている。2013年2月にケプラー37b、ケプラー37c、ケプラー37dの発見が公表され、2014年にはケプラー37eが発見された。惑星系のうち、少なくともbとcは地球のような岩石から形成されている、地球型惑星である。dは地球より大きい岩石惑星、スーパー・アースと海王星クラスのガス惑星であるホット・ネプチューンの両方に可能性がある。
惑星の中でもケプラー37bはとりわけ注目されている。その訳は先述の通り、惑星の小ささにある。直径は地球のわずか0.303倍（3865km）である。これは太陽系の惑星で一番小さい水星（直径4880km）の0.71倍、地球の衛星である月（直径3476km）の1.11倍である。これは2015年の時点で確認された太陽系外惑星の中では最小である（しかし、未確認の惑星も含めるとPSR B1257+12 D(直径1000km?)などケプラー37bを下回る大きさの惑星もある）。ケプラー37bはケプラー37からわずか0.1AUの距離をほぼ2週間で公転している。その為、表面温度は700K（427℃）にまで加熱されており、太陽系の水星に非常に近い環境である。生命が存在する可能性はほとんどない。ケプラー37bの質量は発見方法であるトランジット法では分からないが、ケプラー37の視線速度から地球の0.01倍以上6倍以下とされている。しかし大きさから質量が地球質量を上回る事はほぼないとされている。
ケプラー37cもケプラー37bほどではないが、地球より小さい岩石惑星である。直径は地球の0.742倍（9465km）である。ケプラー37cもケプラー37から0.137AUの距離を3週間余りで公転している為、表面温度は560K（287℃）にもなり、こちらも生命が存在する可能性はほとんどない。さらに外側を公転しているケプラー37dは地球のほぼ2倍の直径を持つ、スーパー・アースまたはホット・ネプチューンである。
2014年にはさらに外側に新たにケプラー37eが発見された。半径は不明であり、その他にも軌道離心率や軌道傾斜角、質量も不明である。判明している事はケプラー37から0.25AUの距離を51.2日で公転しているという事だけである。
| 名称 （恒星に近い順） | 質量      | 軌道長半径 （天文単位） | 公転周期 (日) | 軌道離心率 | 軌道傾斜角 | 半径     |
| --------------------- | --------- | ----------------------- | ------------- | ---------- | ---------- | -------- |
| b                     | 0.01-6 M⊕ | 0.1003                  | 13.367308     | —          | 88.63°     | 0.303 R⊕ |
| c                     | —         | 0.1368                  | 21.301886     | —          | 89.07°     | 0.742 R⊕ |
| d                     | —         | 0.2076                  | 39.792187     | —          | 89.335°    | 1.99 R⊕  |
| e                     | —         | 0.2508                  | 51.196        | —          | —          | —        |